# 알렌 아브디치
알렌 아브디치(Alen Avdić, 1977년 4월 3일 ~ )는 보스니아 헤르체고비나의 축구 선수로, K리그 등록명은 알렌이다.
그는 2001년부터 K리그의 수원 삼성 블루윙즈와 J리그의 아비스파 후쿠오카, 중국 슈퍼리그의 랴오닝 훙윈, 이란 프로리그의 사바 배터리에서 활동했으며, 2009년에 FK 사라예보로 이적하였다.